# Rondo (musique)
Pour les articles homonymes, voir Rondo.

Thème du troisième mouvement de la sonate pour piano no 8 dite Pathétique de Beethoven, qui est un rondo.

En musique, le rondo (ou rondeau durant la période baroque) est une forme musicale (et également un genre quand il se présente en pièce isolée) fondée sur l'alternance entre une partie récurrente (parfois appelée refrain) et d'épisodes contrastants (parfois appelés couplets). Schématiquement, un rondo se représente ainsi :
où A est le thème principal et B, C et D les épisodes contrastants. Le rondo est une forme utilisée généralement dans les derniers mouvements des sonates, symphonies, concertos, divertimentos ou toutes œuvres de musique de chambre. Le rondo est le plus souvent d'un tempo rapide (Allegro, voire Presto ou Vivace) et d'un caractère gai et enjoué. Sa simplicité thématique est fréquemment contrebalancée par une recherche de virtuosité démontrant la maîtrise du ou des exécutants.
La partie récurrente, quittant rarement la tonalité principale, débute et termine la consécution d'ordinaire suivie d'une coda. Les épisodes sont thématiquement et rythmiquement contrastés, dans les tons voisins, empruntant parfois à l'écriture de la variation. Certains compositeurs[Qui ?] ont complexifié cette forme, la fondant dans la forme sonate.

## Rondeau baroque
À l'époque baroque, le terme de rondeau ne désigne d'abord que le refrain (la partie qui revient plusieurs fois), avant de désigner l'ensemble de la pièce. Cette forme a une structure basique très simple : ABACA (on croise également ABACADA voire ABACADAEA), avec potentiellement l'adjonction d'une coda (Le Tic-Toc-Choc de François Couperin pour clavecin par exemple).
Les musiciens français de cette époque font un usage fréquent du principe du rondeau, appliqué aux danses de la suite (gavotte en rondeau, menuet en rondeau, etc.).
Le rondeau est présent dans les suites de danses (Marin Marais), la musique de chambre (les Concerts royaux de François Couperin) et dans l'opéra baroque (Rameau, Les Indes galantes). Cette forme est essentiellement utilisée dans la musique profane, très rarement dans la musique religieuse.

## Quelques rondos notables
- Marc-Antoine Charpentier : le prélude du Te Deum H.146.
- Jean-Baptiste Lully : le prélude introductif du Te Deum LWV 55 (1677).
- Henry Purcell : un rondeau est présent dans son œuvre Abdelazer.
- Wolfgang Amadeus Mozart :
  - les troisièmes mouvement du Concerto pour cor no 4 et du Concerto pour clarinette.
  - le quatrième mouvement de la Petite Musique de Nuit (de forme rondo-sonate) ;
  - le 3e mouvement du Quatuor pour hautbois, K 370 (également une forme rondo-sonate).
  - Le rondo no 1 en ré majeur K. 485 (présentant une modulation à chaque retour du refrain)
  - Le rondo no 3 en la mineur, K. 511
- Ludwig van Beethoven :
  - les troisièmes mouvement des sonates pour piano no 8 (« Pathétique ») et no 14 (« Clair de Lune ») pour piano ;
  - celui du Concerto pour piano no 5 (« l'Empereur ») ;
  - et celui du Concerto pour violon (quoique le thème du rondo soit un thème non pas de Beethoven, mais de Franz Clement, créateur du concerto).
- Johann Nepomuk Hummel, le finale de son Concerto pour trompette.
- Franz Schubert : le finale du Quatuor no 14 (« La jeune fille et la mort »).
- Felix Mendelssohn : le mouvement final du Concerto pour violon no 2.
- Camille Saint-Saëns, Introduction et Rondo capriccioso en la mineur op. 28 pour violon et orchestre (1863).
- Georges Bizet : l’ouverture de Carmen.
- Jean Sibelius : le troisième mouvement de son Concerto pour violon.
- Gustav Mahler : les cinquième mouvements de ses Symphonie no 5 et no 7, deux rondos ; le Rondo-Burleske, troisième mouvement de la Symphonie no 9, fugato perpétuel qui est à la fois un rondo et une parodie de rondo (monumental contrepoint).
- Joaquín Rodrigo : le dernier mouvement de son Concerto d'Aranjuez.